# Monumento al Patufet
El Patufet es una estatua de bronce del escultor Efraín Rodríguez Cobos situada en la Plaza de Folch y Torres de Granollers.  

## Origen
Encargada por el ayuntamiento del municipio y propiedad del mismo, fue instalada en abril de 2003. Tiene unas dimensiones de 75×70 cm, y representa al Patufet con una cesta en el brazo dormido bajo una col. Poco después, se dio a conocer a través de la propuesta de juegos infantiles, actividades de animación y la narración del cuento del Patufet: la historia de un niño tan pequeño que debe cantar por la calle, para que no lo pisen. Un día, lloviendo, se refugia bajo una col y una vaca se lo come. Los padres esperan detrás de la vaca a que haga la deposición, dándole para comer muchas coles y así conseguir que salga el niño.

## Autor
Efraïm Rodríguez Cobos, nacido en Valencia, residente en Granollers (Barcelona) desde 1977. Es licenciado en Bellas Artes por la Universidad de Barcelona en 1999, donde imparte clase de escultura desde 2005, como profesor asociado y ha realizado numerosas exposiciones individuales y colectivas.
Nació en el seno de una familia de artistas (tanto su padre como su abuelo pintaban), Rodríguez se decantó hacia la pintura, pero el óleo no era el medio con el que podía expresar plenamente sus aspiraciones. Estaba más interesado en la escultura y la figura humana.
```
Cita
: “Para mí, la escultura es una reconstrucción del mundo. Siempre construyo mis esculturas en tamaño real, el referente, la escultura y el espectador viven en el mismo lugar, respirando el mismo aire”,
[
4
]
```

## Historia
Patufet, llamado en castellano Garbancito es un cuento infantil de origen catalán. Garbancito acerca a los pequeños lectores a la vida rural y sus costumbres, y a un personaje, que lejos de acomplejarse con su tamaño, es valiente, tozudo y positivo.